# Asteroide Apolo

Esquema del sistema solar interior

Los asteroides Apolo son un grupo de asteroides cercanos a la Tierra que llevan el nombre del asteroide Apolo, descubierto por el astrónomo alemán Karl Reinmuth en la década de 1930. Son asteroides que cruzan la órbita de la Tierra y tienen un semieje mayor orbital mayor que el de la Tierra (a >  1 ua) pero distancias de perihelio menores que la distancia del afelio de la Tierra (q < 1.017 ua). Se estima que hay unos 70 millones con tamaños similares a una casa. Hermes e Ícaro son ejemplos de asteroides Apolo. De los asteroides Apolo conocidos el mayor es Sísifo, con un diámetro de alrededor de 10 km, aproximadamente el mismo tamaño que tenía el objeto cuyo impacto creó el cráter de Chicxulub, que se piensa fue el causante de la extinción de los dinosaurios. Otro asteroide Apolo de tamaño notable es Geógrafo, de 5.1 km de largo por 1.8 km de ancho.
En diciembre de 2018, el número de asteroides Apolo conocidos era de 10 485, siendo ésta clase el grupo de más población de objetos cercanos a la Tierra (compárese a los asteroides Atón, Amor y Atira), con 1409 ya numerados —no se los numera hasta ser observados en dos o más oposiciones—, y 1648 están identificados como asteroides potencialmente peligrosos.  Un acercamiento peligroso es cuando el asteroide y la Tierra se encuentran a una distancia igual o menor a un millón de kilómetros (para ilustrar, la distancia promedio entre la Tierra y la Luna es de 384 400 km. Tres de ellos (1994 XM1, 1993 KA2 y 1994 ES1) pasan entre los 100 000-200 000 km (dentro de la órbita de la Luna). El meteorito de Cheliábinsk del 15 de febrero de 2013 que explotó sobre la ciudad de Cheliábinsk al sur de los Urales de Rusia, hiriendo a 1500 personas con los vidrios caídos de las ventanas rotas, era un asteroide clase Apolo.
Cuanto más cerca esté su semieje mayor del de la Tierra, menos excentricidad se necesita para que las órbitas se crucen. Los asteroides Apolo solo podrían dejar de cruzar la órbita de la Tierra si su perihelio fuese mayor al de la Tierra (0.983 ua), si los perihelios del asteroide y de la Tierra casi se alinearan al Sol, y si la excentricidad del asteroide fuese muy similar a la terrestre. El margen para que ocurra eso es mínimo y en la práctica no sucede; es decir, todos los asteroides Apolo cruzan la órbita de la Tierra.

## Algunos asteroides Apolo conocidos
| Nombre                   | Año  | Descubridor(es)                         |
| ------------------------ | ---- | --------------------------------------- |
| 2024 YR4                 | 2024 | ATLAS                                   |
| 2020 JJ                  | 2020 | Mount Lemmon Survey                     |
| (162173) Ryugu           | 1999 | LINEAR                                  |
| (3798991) 2018 CB        | 2018 | Catalina Sky Survey                     |
| 2018 VP1                 | 2018 | Zwicky Transient Facility               |
| 2016 WF9                 | 2016 | Wide-field Infrared Survey Explorer     |
| 2016 HO3                 | 2016 | Pan-STARRS                              |
| 2014 UR116               | 2014 | Mount Lemmon Survey                     |
| 2014 RC                  | 2014 | Catalina Sky Survey                     |
| 2013 YP139               | 2013 | Wide-field Infrared Survey Explorer     |
| 2013 TX68                | 2013 | Catalina Sky Survey                     |
| 2013 TV135               | 2013 | Guennadi Borísov                        |
| 2012 TC4                 | 2012 | Pan-STARRS                              |
| 2009 ST19                | 2009 | Josep Maria Bosch                       |
| 2009 DD45                | 2009 | Rob McNaught                            |
| 2009 BD81                | 2009 | Robert Holmes                           |
| 2008 HR3                 | 2008 | Mount Lemmon Survey                     |
| 2007 FT3                 | 2007 | Mount Lemmon Survey                     |
| 2007 TU24                | 2007 | Catalina Sky Survey                     |
| 2007 WD5                 | 2007 | Andrea Boattini                         |
| (292220) 2006 SU49       | 2006 | Spacewatch                              |
| 2006 QV89                | 2006 | Catalina Sky Survey                     |
| 2004 XP14                | 2004 | LINEAR                                  |
| 2004 OD4                 | 2004 | LINEAR                                  |
| (444004) 2004 AS1        | 2004 | LINEAR                                  |
| (179806) 2002 TD66       | 2002 | LINEAR                                  |
| 1998 KY26                | 1998 | Spacewatch                              |
| (433953) 1997 XR2        | 1997 | LINEAR                                  |
| (69230) Hermes           | 1937 | Karl Reinmuth                           |
| (53319) 1999 JM8         | 1999 | LINEAR                                  |
| (52760) 1998 ML14        | 1998 | LINEAR                                  |
| (35396) 1997 XF11        | 1997 | Spacewatch                              |
| (29075) 1950 DA          | 1950 | Carl Alvar Wirtanen                     |
| (25143) Itokawa          | 1998 | LINEAR                                  |
| (6489) Golevka           | 1991 | Eleanor F. Helin                        |
| (4769) Castalia          | 1989 | Eleanor F. Helin                        |
| (4660) Nereus            | 1982 | Eleanor F. Helin                        |
| (4581) Asclepius         | 1989 | Henry E. Holt, Norman G. Thomas         |
| (4486) Mithra            | 1987 | Eric Elst, Vladimir Shkodrov            |
| (4197) Morpheus          | 1982 | Eleanor F. Helin, Eugene Shoemaker      |
| (4183) Cuno              | 1959 | Cuno Hoffmeister                        |
| (4179) Toutatis          | 1989 | Christian Pollas                        |
| (4015) Wilson-Harrington | 1979 | Eleanor F. Helin                        |
| (3200) Phaethon          | 1983 | Simon F. Green, John K. Davies / IRAS   |
| (2101) Adonis            | 1936 | Eugène Joseph Delporte                  |
| (2063) Bacchus           | 1977 | Charles T. Kowal                        |
| (1866) Sisyphus          | 1972 | Paul Wild                               |
| (1862) Apolo             | 1932 | Karl Reinmuth                           |
| (1685) Toro              | 1948 | Carl Alvar Wirtanen                     |
| (1620) Geographos        | 1951 | Albert George Wilson, Rudolph Minkowski |
| (1566) Icarus            | 1949 | Walter Baade                            |